# Lepidoblepharis intermedius
Espèce
Statut de conservation UICN

 LC  : Préoccupation mineure
Lepidoblepharis intermedius est une espèce de geckos de la famille des Sphaerodactylidae.

## Répartition
Cette espèce se rencontre dans le nord-ouest de l'Équateur et en Colombie.

## Description
C'est un gecko terrestre, diurne et insectivore.

## Publication originale
- Boulenger, 1914 : On a second collection of batrachians and reptiles made by Dr. H. G. F. Spurrell, F.Z.S., in the Choco, Colombia. Proceedings of the Zoological Society of London, vol. 1914, p. 813-817 (texte intégral).